# 黃志雄
黃志雄（英語：Huang Chih-Hsiung，1976年10月16日—），中華民國（臺灣）政治人物，生於新北市樹林區，現任中國國民黨新北市黨部主委，曾任立法委員、奧運跆拳道國手。前台北縣議員何玉枝是黃志雄的姨婆，妻子洪佳君為現任新北市議員。

## 早年
黃志雄小時受父親影響，國小即接觸跆拳道。
2000年，黃志雄代表台灣參加雪梨奧運男子組第一量級比賽，獲得銅牌。2004年參加雅典奧運男子組第二量級（68公斤級）比賽，將第一量級禮讓給朱木炎，他在決賽中以3:4敗給伊朗隊的哈迪，為台灣拿下該屆奧運會的第二面銀牌，而朱木炎奪得奧運金牌，成為美談。奪牌後宣佈退役而不再參賽。

## 從政
2004年，黃志雄在奧運獲獎後，返國時收到國民黨包含議員何玉枝、時任立法院長王金平、祕書長林豐正等多位政治人物邀請，加入國民黨不分區的行列。
黃志雄在第六屆立法委員選舉中，被中國國民黨提名為不分區立法委員第三順位，當選。2008年立法委員選舉，黃志雄被中國國民黨提名參選臺北縣第五選區（鶯歌鎮、樹林市及新莊市九里），擊敗甫由台聯加入民進黨的時任立委、前樹林市市長廖本煙而當選。2012年立法委員選舉中再度勝過廖本煙當選連任。
2016年因大環境不利，再加上長達十餘年立法委員生涯表現受到質疑，最終以近三萬票之差距負於前臺北縣縣長蘇貞昌之女蘇巧慧，無緣邁向四連霸。2017年後在時任新北市市長朱立倫安排下，出任新北市府顧問及體育事務委員會、青年事務委員會執行秘書，另以新北市體育總會理事長身分，持續參與體育活動的推廣，並與市議員妻子洪佳君持續經營地方上的建設發展。2020年再度參選立委，再度敗給蘇巧慧。
2022年，黃志雄接任中華民國奧運人協會理事長。

## 獲獎與榮譽
- 1995年菲律賓世界錦標賽 銅牌
- 1997年香港世界錦標賽 金牌
- 2000年雪梨奧運 銅牌
- 2002年釜山亞洲運動會 金牌
- 2003年德國世界錦標賽 金牌
- 2004年雅典奧運 銀牌

## 作品節選
- 黃志雄、朱木炎/口述，《贏在我不認輸》（台北市：國語日報，2005）
- 黃志雄/口述，《黃志雄加碼人生》（台北縣：雅書堂，2010）
- 黃志雄、洪佳君/口述，《看見生命之光》（台北市：幼獅文化，2010）

## 選舉紀錄
| 年度 | 選舉屆數           | 選舉區           | 所屬政黨   | 得票數    | 得票率 | 當選標記 | 備註 |
| ---- | ------------------ | ---------------- | ---------- | --------- | ------ | -------- | ---- |
| 2004 | 第六屆立法委員選舉 | 全國不分區選舉區 | 中國國民黨 | 3,190,081 | 32.83% |          |      |
| 2008 | 第七屆立法委員選舉 | 臺北縣第五選舉區 | 中國國民黨 | 61,948    | 52.32% |          |      |
| 2012 | 第八屆立法委員選舉 | 新北市第五選舉區 | 中國國民黨 | 90,856    | 52.78% |          |      |
| 2016 | 第九屆立法委員選舉 | 新北市第五選舉區 | 中國國民黨 | 67,014    | 40.77% |          |      |
| 2020 | 第十屆立法委員選舉 | 新北市第五選舉區 | 中國國民黨 | 77,919    | 41.83% |          |      |

## 外部連結
- 黃志雄在国际奥林匹克委员会的资料